# 이나은 (작가)
이나은은 대한민국의 드라마 작가이다. 

## 극본

### 드라마
- 2012년  네이버 웹드라마 《전지적 짝사랑 시점》(집필)
- 2019년  MBC 웹드라마 《연애미수》(집필)
- 2021년  SBS 월화미니시리즈 《그 해 우리는》(집필)
- 2025년 넷플릭스 드라마 《멜로무비》